# Olla de blat
L'olla de blat (de vegades també olla de blat amb fenoll) es tracta d'un bullit molt popular en la cuina andalusa (especialment d'Almería). S'elabora principalment amb blat, cigrons, carns diverses i aromatitzat amb fenoll salvatge.
 És un guisat hivernal que se sol servir-se calent. Se sol denominar també Olla de Sant Antoni per ser preparada el dia del sant Antoni Abad (d'onomàstica el 17 de gener).

## Característiques
El blat emprat en el bullit se sol posar en remull unes hores abans de la seva cocció, després del remull sol posar-se en un sac i es colpeja perquè se solte la pell dels grans. De vegades se sol emprar arròs bru en el seu lloc. La proporció de cigrons és lleugerament superior a la del blat. Els embotits inclosos en la seva elaboració solen ser botifarra (generalment botifarra de ceba), porc en salaó. En una olla, generalment de terrissa del tipus anomenat de Biar, s'hi introdueix la carabassa, el nap, els cigrons, les creïlles i la ceba fregida.
 Es tracta d'una preparació de cocció lenta.

## Variants
L'olla de blat en té algunes variants al llarg de la geografia del sud espanyol i de la franja valenciana: 
- Olleta de Sant Antoni que en té d'una mica de carabassa.
- Triguico picao
- Blat picat